# Tréjouls
Tréjouls ist eine französische Gemeinde mit 221 Einwohnern (Stand 1. Januar 2022) im Département Tarn-et-Garonne in der Region Okzitanien (vor 2016 Midi-Pyrénées). Sie gehört zum Arrondissement Castelsarrasin und zum Kanton Pays de Serres Sud-Quercy (bis 2015 Lauzerte). 
Sie grenzt im Nordwesten an Sainte-Juliette, im Norden an Montlauzun, im Nordosten an Saint-Laurent-Lolmie, im Osten an Sauveterre, im Süden an Cazes-Mondenard und im Westen an Lauzerte.

## Bevölkerungsentwicklung
| Jahr      | 1962 | 1968 | 1975 | 1982 | 1990 | 1999 | 2008 | 2015 |
| --------- | ---- | ---- | ---- | ---- | ---- | ---- | ---- | ---- |
| Einwohner | 296  | 286  | 272  | 242  | 245  | 260  | 260  | 245  |